# 莫申卡
50°14′44″N 34°54′38″E / 50.24556°N 34.91056°E
莫申卡（烏克蘭語：Мошенка）是位於烏克蘭東北部的村莊，由蘇梅州奥赫蒂尔卡区的切爾內奇奇納市鎮負責管轄。該村處於克里尼奇納河源頭，分別距離卡爾達什夫卡2.5公里和皮德洛濟伊夫卡1公里，海拔高度116米。